# رافع ناوارو (بازیکن فوتبال، زاده ۱۹۷۲)
رافع ناوارو (انگلیسی: Rafa Navarro؛ زادهٔ ۱۰ ژانویهٔ ۱۹۷۲) بازیکن فوتبال اهل اسپانیا است.
از باشگاه‌هایی که در آن بازی کرده‌است می‌توان به باشگاه فوتبال ویارئال اشاره کرد.